# جون تومسون (لاعب كرة قدم أمريكية)
جون تومسون (بالإنجليزية: John Thompson)‏ هو لاعب كرة قدم أمريكية أمريكي، ولد في 18 يناير 1957 في جاكسون في الولايات المتحدة.

## وصلات خارجية
- جون تومسون على موقع مرجع كرة القدم المحترفة.كوم (الإنجليزية)